# Piercarlo Ravazzi
Piercarlo Ravazzi (Varallo, 6 luglio 1947) è un economista italiano.

## Biografia
Dopo la Laurea in Economia presso l'Università di Roma, è docente presso diverse università, tra cui Trieste e il Politecnico di Milano. Dal 1990 è titolare del corso di Economia politica presso il Politecnico di Torino al Corso di Ingegneria Gestionale dove, nel 1999, diviene Professore Ordinario di Ingegneria Economico Gestionale. Parallelamente all'attività didattica e di ricerca, lavora presso diverse grandi aziende, anche con compiti direzionali.

## Contributi
Le monografie e gli articoli del Prof. Ravazzi sono incentrate sull'analisi dell'economia Italiana, con particolare riguardo ai rapporti tra il sistema macroeconomico italiano e le sue imprese di dimensioni maggiori, di cui Ravazzi è stato anche un osservatore interno. Particolare attenzione rivolge all' industria delle Telecomunicazioni, specificatamente negli anni Novanta, nel periodo delle "privatizzazioni". In diversi scritti approfondisce la prospettiva "Keynesiana" dei problemi macroeconomici in Italia. Il suo libro "Il sistema economico" è stato adottato in diversi corsi di Economia, presso le Facoltà di Ingegneria, e condensa gli aspetti fondamentali della Microeconomia e della Macroeconomia in un unico manuale. Negli anni più recenti, è intervenuto nell'analisi della crisi finanziaria del 2008, in particolare rilevando gli aspetti comuni e le differenze tra la crisi del 1929. Nel 2011 è tra i firmatari dell'appello al Presidente del Consiglio prof. Mario Monti, assieme ad altri Economisti, per fermare le politiche di austerità; un altro appello del 2016 lo vede favorevole all'introduzione della Tassa sulle transazioni finanziarie. Nel 2019 prospetta il futuro del capitalismo alla luce dei recenti cambiamenti tecnologici nel volume Crescita economica e prospettive del capitalismo. Gli effetti delle tecnologie digitali con Laura Abrardi.
Le sue lezioni di Macroeconomia e Microeconomia sono state trasmesse sui canali televisivi della Rai dal Consorzio Nettuno.

## Premi e riconoscimenti
- 1985: Targa d'argento per l'economia industriale assegnata a una raccolta di saggi sull'economia italiana.[2]
- 1991: Premio Saint-Vincent per l'Economia.[2]

## Opere
- I conferimenti ai fondi di dotazione delle Partecipazioni Statali, Ed. Il Mulino, 1983.
- Produzione e finanza nell'impresa manageriale, Ed. Il Mulino, 1990. ISBN 88-15-02678-9
- Un modello integrato di analisi e simulazione per l'impresa manageriale, Giappichelli, 1991
- Il sistema economico, Ed. Carocci, 1993.
- con Mario Calderini, L'algebra della contabilità generale e il bilancio dell'impresa, Ed. CLUT, 2003.
- con Mario Calderini, L'impresa. Teoria, organizzazione, strategia, tecniche economiche e contabili, Ed. Il Mulino, 2007, ISBN 978-88-15-11312-2
- con Carlo Cambini e Tommaso Valletti, Regolamentazione e mercato nelle telecomunicazioni, Ed. Carocci, 2000.
- con Carlo Cambini e Tommaso Valletti, La regolamentazione dell'accesso, Ed. Il Mulino, 2001.
- con Carlo Cambini e Tommaso Valletti, Il mercato delle telecomunicazioni. Dal monopolio alla liberalizzazione negli Stati Uniti e nell'UE, il Mulino, ISBN 88-15-09344-3.
- con Enrico Luciano, I costi nell'impresa. Teoria economica e gestione aziendale, UTET, 1997
- con Tommaso Valletti, Le telecomunicazioni in Gran Bretagna, Il Mulino, 1999. ISSN 1120-9496 (WC · ACNP)
- con Agostino Villa, Economic Aspects of Automation, Springer, In: Springer Handbook of Automation, NOF S.Y.2009.
- Capitolo nel Volume di Storia dell'IRI, edito dalla Fondazione IRI[11].
- Origini e responsabilità della crisi economica, Ed. CLUT, 2009. ISBN 9788879922777
- con Laura Abrardi, Crescita economica e prospettive del capitalismo. Gli effetti delle tecnologie digitali, Carocci, 2019, ISBN 978-8843096862